# Ushiku Daibutsu

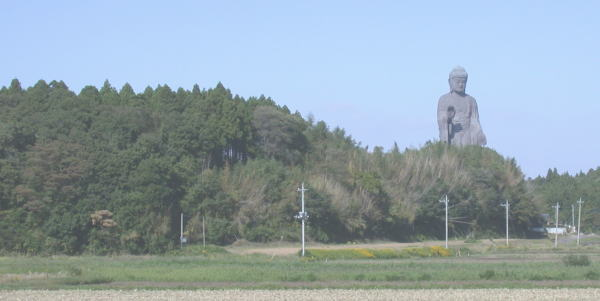

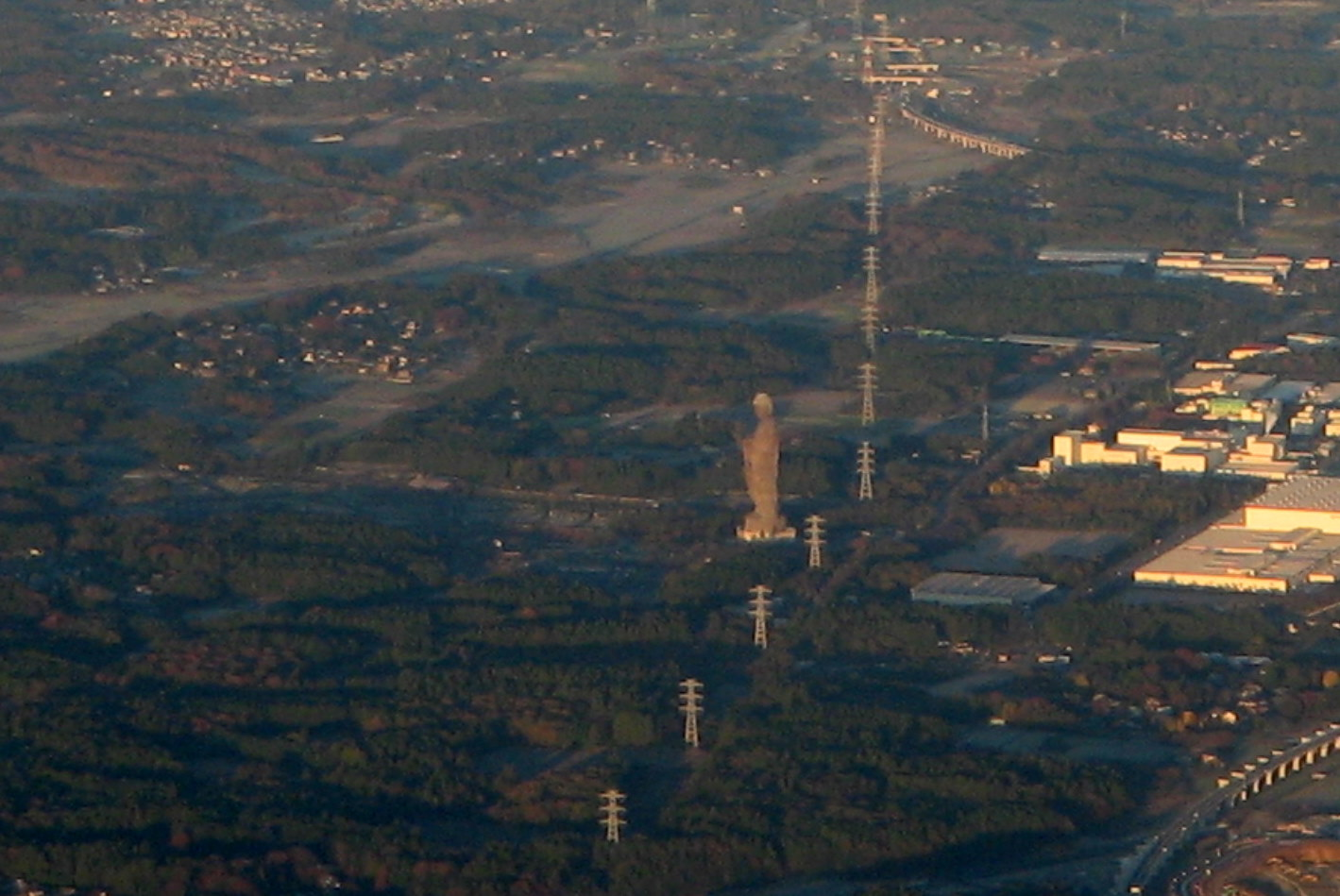

Der Ushiku Daibutsu (japanisch 牛久大仏; „großer Buddha von Ushiku“), eine Darstellung des Buddha Amitabha, ist mit rund 100 m Höhe eine der höchsten Statuen der Welt. Das 1993 fertiggestellte Standbild befindet sich in Ushiku, rund 50 km nordöstlich von Tokio, in der japanischen Präfektur Ibaraki.

## Bedeutung
Der Ushiku Daibutsu steht inmitten eines Parks, der heute Ushiku Arcadia genannt wird. Der Name Arcadia bedeutet Amida's Radiance and Compassion are Actually Developing and Illuminating this Area, dt.: Amidas Ausstrahlung und Barmherzigkeit erheben und erleuchten diesen Ort.
Ursprünglich als Jodo Teien bekannt, dient der Ort der Besinnung auf den Weg des Bodhisattva Dharmakara (Hozo Bosatsu), der gemäß der Überlieferung nach langer Zeit der Praxis Erleuchtung erlangte und zum Buddha Amitabha wurde.
Die Hände Amitabhas sind in der Vitarka-Mudra dargestellt. Die Rechte ist erhoben, die Linke gesenkt, beide weisen mit den Handflächen zum Betrachter, wobei Daumen und Zeigefinger sich an den Spitzen berühren und die übrigen drei Finger jeweils ausgestreckt sind. Es ist die Geste der Darlegung der Lehre (vgl. Dharma) und symbolisiert, wie Amitabha seine Zuhörer durch Überzeugung auf den Pfad zur Erleuchtung führt.

## Die Statue

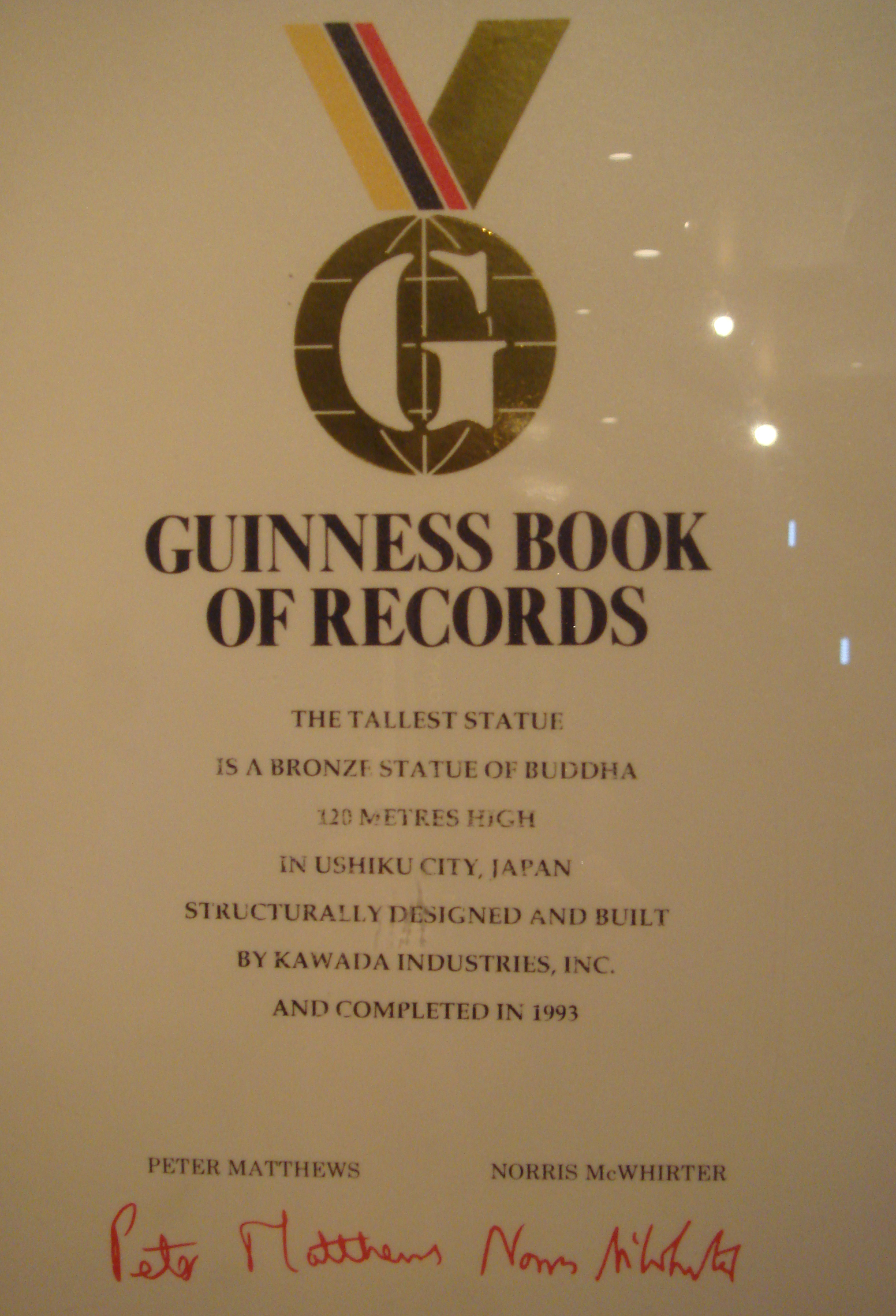
Guinness-Buch-Beweisurkunde

Die Außenhülle der Statue besteht aus mehr als 6000 Bronzeplatten mit einer Stärke von 6 mm. Die Basis bilden ein lotusförmiger Sockel und eine Plattform, beide jeweils etwa 10 m hoch, wodurch die Gesamthöhe 120 m beträgt.
Über einen Aufzug können Besucher zu einer Aussichtsplattform in 85 m Höhe gelangen.
- Gewicht: 4000 Tonnen
- Länge der linken Hand: 18 m
- Länge des Gesichts: 20 m
- Länge eines Auges: 2,5 m
- Länge des Mundes: 4 m
- Länge der Nase: 1,2 m
- Länge eines Ohres: 10 m